# Челаковский, Ладислав Франтишек
Лади́слав Франти́шек Челако́вский (чеш. Ladislav František Čelakovský, 1864—1916) — чешский ботаник и миколог; занимался изучением миксомицетов.

## Биография
Сын известного ботаника-морфолога Ладислава Йозефа Челаковского (чеш. Ladislav Josef Čelakovský, 1834—1902). Внук известного чешского поэта, филолога и журналиста Франтишека Ладислава Челаковского (чеш. František Ladislav Čelakovský, 1799—1852).
Профессор Чешского технического университета (чеш. České vysoké učení technické v Praze).
С 1909 года — член Чешской академии наук и искусств.